# داون‌استار
داون‌استار (به انگلیسی: Dawnstar) یک شخصیت خیالی ابرقهرمان در کتاب‌های کامیک آمریکایی منتشر شده توسط دی‌سی کامیکس است. این شخصیت توسط نویسنده پل لویس و طراح مایک گرل خلق شده است؛ که برای اولین بار در شمارهٔ ۲۲۶ از مجموعه سوپربوی و لژیون ابرقهرمانان (آوریل ۱۹۷۷) معرفی شد. داون‌استار اهل استارهاون است، سیاره‌ای که توسط سرخپوستان بومی آمریکایی مستعمره شده بود (به‌وسیلهٔ یک نژاد بیگانه ناشناخته در سده ۱۳ از کره زمین ربوده شده بودند) و ساکنان آن از لحاظ ژنتیکی طوری طراحی شدند تا دارای بال باشند و با سرعتی سریع‌تر از نور پرواز کنند. توانایی بی‌نظیر او در ردیابی میان‌ستاره‌ای، وی را تبدیل به یکی از اعضای ارزشمند تیم لژیون ابرقهرمانان کرده است.
داون‌استار حضور محدودی در رسانه‌های دیگر، عمدتاً در ارتباط با لژیون داشته است. صداپیشگی او بر عهده لورا بیلی در فیلم پویانمایی ماجراجویی‌های لیگ عدالت آمریکا: گرفتار در زمان و سینتیا حمیدی در تومارو ورس است.

## زندگی‌نامه ساختگی شخصیت
داون‌استار (نام واقعی او، فاقد اسم رمز لژیون می‌باشد) اهل سیارهٔ استارهاون است، جهانی که توسط بومیان آمریکایی مستعمره شده است که توسط یک گونه بیگانه ناشناخته از زمین ربوده شده و به فرا انسان‌های بالدار تبدیل شده‌اند. نام او از ظاهر سیاره ونوس، «ستاره صبح» بر روی زمین گرفته شده است، بدین سبب یک زیور ستاره هشت‌پر بر روی پیشانی خود آویزان کرده است.
والدین داون‌استار میسترایدر و مون‌واکر هستند، و دو برادر کوچکتر به نام‌های گری‌برد و گریت‌فایر دارد. در اواخر دوران کودکی و اوایل نوجوانی، والدینش کسب‌وکار پر رونقی را بر اساس توانایی دخترشان در هدایت کشتی‌ها در مناطق مخاطره‌آمیز فضا به راه انداختند.
داون‌استار از طرف سرمایه‌دار لژیون، آر. جی. براند دعوت‌نامه‌ای برای حضور در آکادمی لژیون دریافت کرد، و برخلاف میلش پذیرفت. او برای اولین بار در سن ۱۶ سالگی به عنوان فارغ‌التحصیل اخیر آکادمی به لژیونرها معرفی شد. استعدادهای ردیابی و ناوبری او باعث عضویت کامل او در اولین مأموریتش شد.
او در مأموریت‌های بسیاری در کنار لژیونرها خدمت کرد و استعدادهای خود را در ردیابی و سفرهای پرسرعت برای نجات بسیاری از همکارانش، و همچنین تحقیقات درباره فقدان شخصی و اسرار مشابه به کار گرفت.